# 内在性ウイルス様配列
内在性ウイルス様配列（ないざいせいウイルスようはいれつ、英: endogenous viral element、略称: EVE）は、ウイルス以外の生物の生殖細胞系に存在するウイルスに由来するDNA配列を指す。完全なウイルスゲノム（プロウイルス）およびその断片も含む。EVEはウイルス由来DNA配列が生殖細胞に生存可能な生物を発生できる形で組込まれたときに生じる。このように生じたEVEは宿主生物種の次の世代へと新たな対立遺伝子として遺伝し、遺伝的定着に至る場合もある。
内在性レトロウイルスや他のEVEは感染性のウイルスを生成する潜在能力のあるプロウイルスとしてゲノムに内在する場合がある。このような「活性」内在性ウイルスの増殖により、生殖細胞系に多数のウイルス挿入が生じる場合がある。レトロウイルス以外のウイルスの殆どはごく稀にしか生殖細胞系に組み込まれることはなく、組込まれたとしてもEVE化するのは元のウイルスゲノムの断片でしかないことが多い。このような断片は通常、感染能力のあるウイルスを形成することはできないが、タンパク質やRNAを表現することがある。

## 多様性と分布
EVEは動物、植物、菌類で見つかっている。脊椎動物ではレトロウイルスに由来するEVE（内在性レトロウイルス）が比較的多く見られる。レトロウイルスは宿主細胞の核ゲノムに遺伝可能な形で組込まれるため、比較的容易に宿主の生殖細胞系に侵入することができる。他にも、パルボウイルス、フィロウイルス、ボルナウイルス、サーコウイルスに関連するEVEが脊椎動物のゲノム中に見つかっている。植物ゲノム中にはパラレトロウイルス由来のEVEが比較的多く見られる。植物に見られるEVEとしては他にもジェミニウイルス由来のものなどの非レトロウイルス由来のものも挙げられる。

## 古ウイルス学における研究対象として
EVEは太古のウイルスに関する貴重な情報源である。その多くが数百万年前に起こった生殖細胞系への組み込みに由来するものであり、ウイルスの化石と見做すことができる。このような古いEVEは、ウイルスの長期的な進化を研究する古ウイルス学における重要な研究対象となっている。互いに相同な複数のEVE挿入を同定することで、それらを含む宿主生物種間の遺伝的分化の時期に基いてウイルスの長期的な進化の歴史を推定することができる。このアプローチにより、パルボウイルス、フィロウイルス、ボルナウイルス、サーコウイルスが少なくとも三千万年から九千三百万年から存在すること、レトロウイルスの一種であるレンチウイルスが少くとも千二百万年前から存在することが示唆されている。加えて、地質時代までさらに遡ってウイルス進化史を探るため、分子時計に基いたEVEの分析が行われている。

## 宿主による吸収と外適応
時折、EVEの挿入された固体に有利な選択圧が働くことがある。例えば、関連するウイルス感染への耐性が表われることがある。真猿亜目など、ある種の哺乳類ではレトロウイルスのエンベロープタンパク質が胎盤の合胞体性栄養膜に発現し、栄養膜細胞の合胞体形成を引き起こすタンパク質として外適応している例がある。 ヒトにおいてはこのタンパク質はシンシチンと呼ばれ、七番染色体上のERVWE1と呼ばれる内在性レトロウイルスにコードされている。哺乳類の様々な系統において、シンシチン遺伝子もしくはシンシチン様遺伝子の獲得がそれぞれ異なる内在性レトロウイルスから独立におこったことは特筆に値する。サル目、ネズミ目、ウサギ目、ネコ目、有蹄類において別々のシンシチン様遺伝子が一千万年から八千五百万年前に組込まれたことがわかっている。